# Степниця (гміна)
Гміна Степниця (пол. Gmina Stepnica) — місько-сільська гміна у північно-західній Польщі. Належить до Голеньовського повіту Західнопоморського воєводства.
Станом на 31 грудня 2011 у гміні проживало 4902 особи.

## Територія
Згідно з даними за 2007 рік площа гміни становила 294.16 км², у тому числі:
- орні землі: 27,00%
- ліси: 32,00%

Таким чином, площа гміни становить 18,19% площі повіту.

## Населення
Станом на 31 грудня 2011:
| Опис     | Загалом | Загалом | Чоловіки | Чоловіки | Жінки | Жінки |
| -------- | ------- | ------- | -------- | -------- | ----- | ----- |
| одиниця  | осіб    | %       | осіб     | %        | осіб  | %     |
| все      | 4902    | 100     | 2437     | 49.71    | 2465  | 50.29 |
| міське   | 0       | 100     | 0        |          | 0     |       |
| сільське | 4902    | 100     | 2437     | 49.71    | 2465  | 50.29 |

## Сусідні гміни
Гміна Степниця межує з такими гмінами: Волін, Ґоленюв, М'єндзиздроє, Нове Варпно, Поліце, Пшибернув.